# Матистович, Зинаида Семёновна
Зинаида Семёновна Матистович (в девичестве — Котова; род. 9 мая 1932) — советская легкоатлетка, специализировавшаяся в беге на короткие и средние дистанции. Мастер спорта СССР (1959).
Работала инженером ленинградского завода «Красный Треугольник».
Начала заниматься спортом в 1953 году. Представлял ленинградское общество «Труд». Тренировалась под руководством Михаила Сорокина.
Победительница VI летней спартакиады профсоюзов (1958) и чемпионка Ленинграда (1959). Благодаря победе на первенстве общества «Труд» в Грозном в 1959 году установила рекорд Ленинграда в беге на 800 метров — 2.07,9.
Дважды становилась бронзовой призёршей чемпионатов СССР: в 1960 году в беге на 400 метров, а в 1959 году — в эстафете 4х200 метров.
Выступала за сборную СССР. Участница Олимпийских игр 1960 года в Риме на дистанции 800 метров, где не смогла преодолеть квалификационный этап и выйти в финал.